# Adriano López Morillo
Adriano López Morillo, nacido en Ferrol en 1837 y fallecido en La La Coruña el 30 de enero de 1913, fue un militar español, miembro numerario de la Real Academia Gallega.

## Trayectoria
Descendiente de Pablo Morillo, fue hijo de Francisco López y María Manuela Morillo. En 1859 se casó con Dolores Pardo de Lama y Pardo de Andrade.
Lo destinaron a Cuba y combatió en la República Dominicana de 1865 a 1867, donde fue herido de bala y hecho prisionero durante veintiún meses. Luchó contra los carlistas en el País Vasco (1870-1871), en la liberación del arsenal de Ferrol que había caído en manos de los republicanos en 1872, lo que le valió ascender a comandante, y peleó contra los carlistas en Tarragona. En 1890 consiguió el empleo de teniente coronel y en 1892 el de coronel, desempeñando durante diez años el mando del regimiento de reserva de La Coruña, donde falleció con el rango de general de brigada.
Dirigió El Tribuno y La Crónica de Luarca. Colaboró en El Correo Militar, donde publicó artículos en contra del servicio militar obligatorio.
Ingresó en la RAG el 17 de noviembre de 1910 por propuesta de Jaime Ozores de Prado, Francisco Tettamancy y Andrés Martínez Salazar, en sesión celebrada en Vigo, con el discurso "Un documento histórico poco conocido" (respondido por Wenceslao Requejo Pérez) que hace referencia al comportamiento poco favorable para Galicia de John Moore en la Guerra de independencia contra los franceses. En el momento de su muerte estaba acabando la Historia de la guerra de Santo Domingo, inédita hasta 1983.

## Obra
- "Un documento histórico poco conocido", 1910.[5]
- "Sobre la desaparición de de los escuadrones de el tren de artillería de el ejército francés…", 1910.[6]